# Diaparsis ultimator
Diaparsis ultimator là một loài tò vò trong họ Ichneumonidae.